# Иван Милић (фудбалер)
Иван Милић (Лесковац, 21. април 1992) српски је фудбалер који тренутно наступа за Дубочицу. Игра на позицији централног везног играча.